# Tahdziú
Tahdziú, es una localidad del estado de Yucatán, México, cabecera del municipio homónimo, ubicada en la región sur del estado, aproximadamente 30 km al este de la ciudad de Tekax y 10 km al norte de Peto.

## Toponimia
El nombre del municipio, Tahdziú, significa en lengua maya (lugar del) pájaro fuerte. Proviene de las voces T'a'aj, que significa fuerte y ts'iiw, que es el nombre de un ave negra propia de Yucatán, muy parecida al tordo.

## Datos históricos
Tahdziú está enclavado en el territorio que fue la jurisdicción de los Tutul Xiúes antes de la conquista de Yucatán.
Durante la colonia estuvo bajo el régimen de las encomiendas.   

## Demografía
El municipio de Tahdziu, cuenta con aproximadamente 5854 mil habitantes registrados en el año 2020, de los cuales el 51.4% eran hombres y el 48.6% eran mujeres.